# جوش ليفي
جوش ليفي (ولد باسم جوشا ليفي بولدن) هو ممثل ومغني وراقص أمريكي من هيوستن، تكساس. كان لديه دور تناوبي في المسلسل التلفزيوني أضواء ليلة الجمعة، وكان أيضا من المتأهلين للنهائي في الموسم الثالث من ذا إكس فاكتور. بعد اقصاءه، عاد ليفي للعرض للمشاركة مع أفضل 12 في المسابقة. وصل لدور الثمانية قبل إقصاءه. أصدر ليفي أغنية منفردة "Trying to Find You" في فبراير 2014، وظهر في عرض ديجيتور في دالاس (تكساس) في يونيو. في 2015، جال ليفي مع آرون كارتر، وأصدر كوفر لأغنية ريانا،كانييه ويست، و بول مكارتني، «فور فايف سكندز».

## روابط خارجية
- جوش ليفي على موقع IMDb (الإنجليزية)
- جوش ليفي على موقع قاعدة بيانات الفيلم (الإنجليزية)